# Achaearanea dalana
Achaearanea dalana är en spindelart som beskrevs av Buckup och Marques 1991. Achaearanea dalana ingår i släktet Achaearanea och familjen klotspindlar. Inga underarter finns listade i Catalogue of Life.